# Atmoda (еженедельник)
«Atmoda» (с латыш. — «Пробуждение») — еженедельная газета, издававшаяся в Латвии в период с 1988 по 1992 год. Это было издание Народного фронта Латвии и первая независимая оппозиционная газета в Латвийской ССР. Его название было отсылкой к движениям латышского возрождения, названными латышским национальным пробуждением.
Главным редактором газеты была Элита Вейдемане.
Газета выходила на латышском и русском языках (под названием «Атмода», позднее — «Балтийское время»), потому что многие латвийские русские деятели культуры и науки поддерживали Народный фронт. Газета была популярна не только в Латвии, но и в остальном СССР и тираж на русском языке достиг 100 000 экземпляров.
«Atmoda», одновременно защищая и права русских, получило обвинения со стороны более радикальных национальных движений, таких как Движение за национальную независимость Латвии, которое считало, что НФЛ состоит из шпионов КГБ, контролирующих латвийское национальное движение.
В январе 1991 года по приказу МВД СССР отряд милиции особого назначения (ОМОН) занял Дом печати и прекратил выпуск печатных изданий, поддерживаемых НФЛ. Типография «Atmoda» была перенесена в Шяуляй.
В 1993 году возникли разногласия по поводу роли СМИ в независимом государстве. НФЛ хотел сохранить «Atmoda» как партийный орган, но журналисты настаивали на свободе прессы. Это привело к иску о разделе имущества.